# Фрипорт (Мејн)
Фрипорт (енгл. Freeport) насељено је место без административног статуса у америчкој савезној држави Мејн.

## Демографија
По попису из 2010. године број становника је 1.485, што је 328 (-18,1%) становника мање него 2000. године.
| Група             | 2000.         | 2010.         |
| Белци             | 1.696 (93,5%) | 1.303 (87,7%) |
| Афроамериканци    | 17 (0,9%)     | 17 (1,1%)     |
| Азијати           | 51 (2,8%)     | 99 (6,7%)     |
| Хиспаноамериканци | 16 (0,9%)     | 18 (1,2%)     |
| Укупно            | 1.813         | 1.485         |